# Capa de gel de l'Antàrtida Occidental
La Capa de gel de l'Antàrtida occidental (West Antarctic Ice Sheet o WAIS en anglès) és el segment de la capa de gel continental que cobreix l'Antàrtida occidental, la porció de l'Antàrtida al costat de les muntanyes transantàrtiques que es troba a l'Hemisferi occidental. Es classifica com una capa de gel de base marina, el que significa que el seu llit es troba molt per sota del nivell del mar i les seves vores flueixen a les plataformes de gel flotants. El WAIS està delimitat per la barrera de gel de Ross, la barrera de gel Filchner-Ronne i les glaceres de sortida que desemboquen al Mar d'Amundsen.
Com a part més petita de l'Antàrtida, WAIS també està més fortament afectat pel canvi climàtic. Hi ha hagut escalfament sobre la capa de gel des dels anys 50, i una retirada substancial de les seves glaceres costaneres des d'almenys la dècada de 1990. Les estimacions suggereixen que va afegir uns 7,6 ± 3,9 mm a l'augment del nivell del mar global entre 1992 i 2017, i ha anat perdent gel durant la dècada de 2010 a un ritme equivalent a 0,4 mil·límetres d'augment anual del nivell del mar. Tot i que algunes de les seves pèrdues es compensen amb el creixement de la capa de gel de l'Antàrtida Oriental, l'Antàrtida en el seu conjunt probablement perdrà prou gel el 2100 per afegir 11 cm al nivell del mar. A més, l'inestabilitat de la capa de gel marina pot augmentar aquesta quantitat en desenes de centímetres, especialment amb un escalfament elevat. L'aigua de fusió fresca de WAIS també contribueix a l'estratificació de l'oceà i dilueix la formació d'aigua del fons antàrtic salada, que desestabilitza la circulació de l'Oceà Austral capgirant.
A llarg termini, és probable que la capa de gel de l'Antàrtida occidental desaparegui a causa de l'escalfament que ja s'ha produït. Les proves de Paleoclima suggereixen que això ja ha passat durant el període Eemià, quan les temperatures globals eren similars a les de principis del segle XXI. Es creu que la pèrdua de la capa de gel es produiria entre 2.000 i 13.000 anys en el futur, tot i que diversos segles d'emissions elevades poden escurçar-ho a 500 anys. Es produiria 3,3 m d'augment del nivell del mar si la capa de gel es col·lapsés però deixaria enrere casquets de gel a les muntanyes. L'augment total del nivell del mar des de l'Antàrtida occidental augmenta a 4,3 m si també es fonen, però això requeriria un nivell més alt d'escalfament. El rebot isostàtic de la terra lliure de gel també pot afegir al voltant d'1 m al nivell del mar global durant altres 1.000 anys.
La preservació del WAIS pot requerir una reducció persistent de les temperatures globals fins a 1 °C per sota del nivell preindustrial, o fins a 2 °C per sota de la temperatura del 2020. Com que l'enfonsament de la capa de gel estaria precedit per la pèrdua de la Glacera Thwaites i la Glacera de l'illa Pine, alguns han proposat intervencions d'enginyeria climàtica per preservar-les. En teoria, afegir milers de gigatones de neu creada artificialment podria estabilitzar-los, però seria extraordinàriament difícil i potser no explicaria l'acceleració contínua de l'escalfament dels oceans a la zona. Altres científics suggereixen que la construcció d'obstacles als fluxos d'aigua calenta sota les glaceres podria retardar la desaparició de la capa de gel durant molts segles, però encara requeriria una de les intervencions d'enginyeria civil més grans de la història.

## Descripció

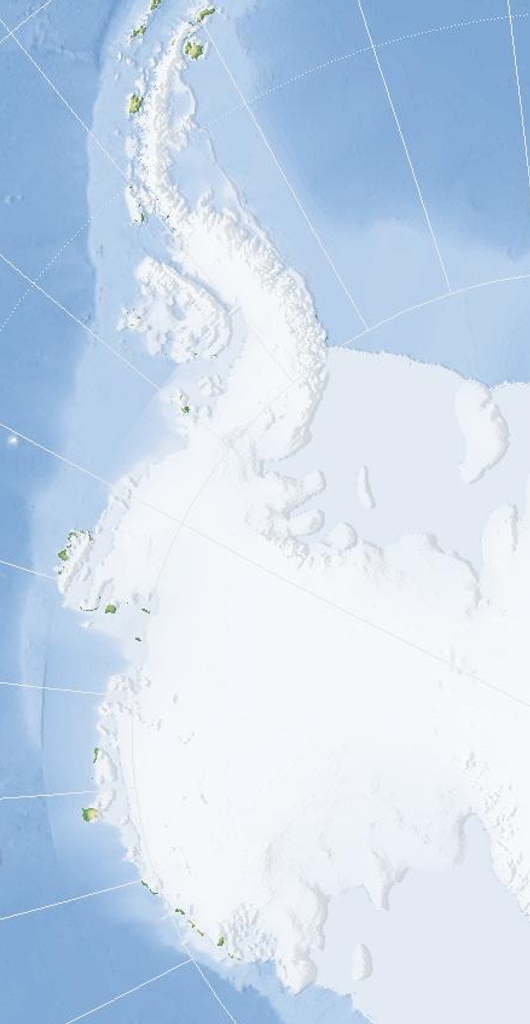
Un mapa de l'Antàrtida Occidental

El volum total de tota la capa de gel antàrtica s'estima en 26,92 milions de km3, mentre que el WAIS conté uns 2,1 milions de km3 en gel que està per sobre del nivell del mar i ~1 milió de km3 en el gel que hi ha a sota. El pes del gel ha fet que la roca subjacent s'enfonsi entre 0,5 i 1 quilòmetre en un procés conegut com a depressió isostàtica.
Sota la força del seu propi pes, la capa de gel es deforma i flueix lentament sobre la roca base aspra. Les crestes de gel són les zones on el moviment de la capa de gel és lent perquè es congela al llit, mentre que els corrents de gel flueixen molt més ràpid perquè hi ha aigua líquida als sediments sota ells. Aquests són els sediments marins que solien cobrir el fons de l'oceà abans que la capa de gel es congelés per sobre d'ells, o bé s'han creat a causa de l'erosió de la fricció constant del gel contra la roca base. L'aigua d'aquests sediments es manté líquida perquè l'escorça terrestre sota els corrents de gel és prima i condueix la calor de l'activitat geotèrmica, i perquè la fricció també genera calor, especialment als marges entre els corrents de gel i les crestes de gel.
Quan el gel arriba a la costa, o bé per despreniments o continua fluint cap a l'exterior a l'aigua. El resultat és una plataforma de gel gran i flotant fixada al continent. Aquestes plataformes de gel frenen el flux de gel a l'oceà mentre estiguin presents.

### Sistema de rift antàrtic occidental
El Sistema de rift antàrtic occidental (West Antarctic Rift System o WARS en anglès) és un dels principals rifts continentals actius a la Terra. Es creu que té una gran influència en els fluxos de gel a l'oest. Antàrtida. A la Terra de Marie Byrd occidental, les glaceres actives flueixen a través de les valls delimitades per falles (grabens) de les WARS. S'ha detectat vulcanisme subgel i se sap que influeix en els fluxos de gel. El 2017, els geòlegs de la Universitat d'Edimburg van descobrir 91 volcans situats a dos quilòmetres per sota de la superfície gelada, la qual cosa la converteix en la regió volcànica més gran de la Terra.

Els corrents de gel de moviment ràpid a la Costa de Siple adjacents a la vora est de la plataforma de gel de Ross estan influenciats per la lubricació proporcionada per till saturat d'aigua dins grabens delimitats per falla dins de l'esquerda, que actuaria per accelerar la desintegració de la capa de gel a nivells més intensos de canvi climàtic.

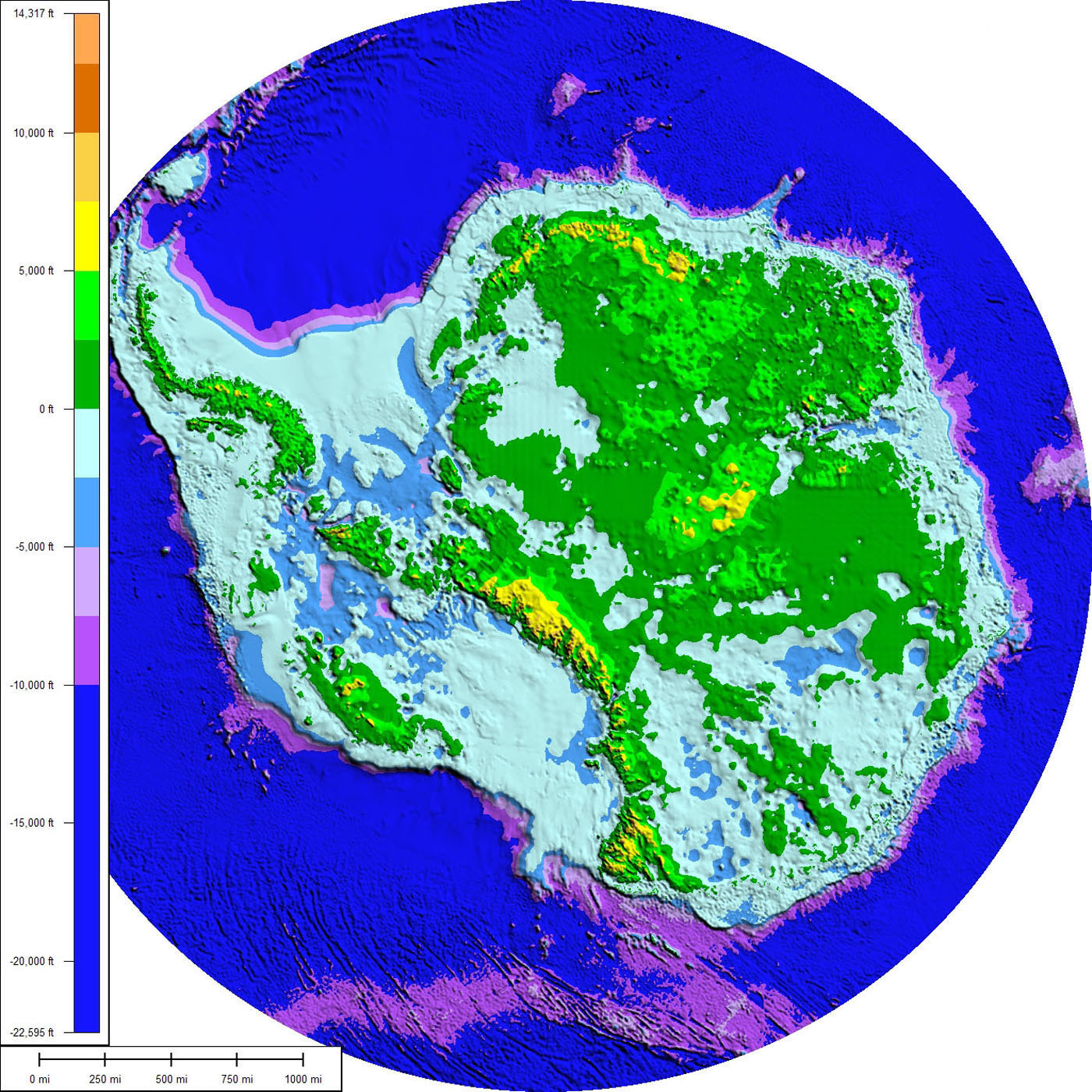
Un mapa topogràfic i batimètric de l'Antàrtida sense les seves capes de gel, assumint nivells del mar constants i sense rebot postglacial

## Història
Igual que les altres capes de gel, la capa de gel de l'Antàrtida Occidental havia sofert canvis significatius de mida durant la seva història. Fins fa uns 400.000 anys, l'estat de WAIS estava regit en gran manera pels efectes de la variació solar sobre el contingut de calor de l'oceà Austral, i va augmentar i disminuir d'acord amb un cicle de 41.000 anys. Fa uns 80.000 anys, la seva mida era comparable a l'actual, però després va créixer substancialment, fins que la seva extensió va assolir els marges de la plataforma continental durant l'últim màxim glacial fa uns 30.000 anys. Després es va reduir al voltant del seu estat preindustrial fa uns 3.000 anys. També de vegades es va reduir fins a un punt on només quedaven casquets de gel menors i aïllats, com durant l'etapa d'isòtops marins fa 31 ~1,07 milions d'anys, o el període Eemià fa ~130.000 anys.

## Canvi climàtic

### Observacions

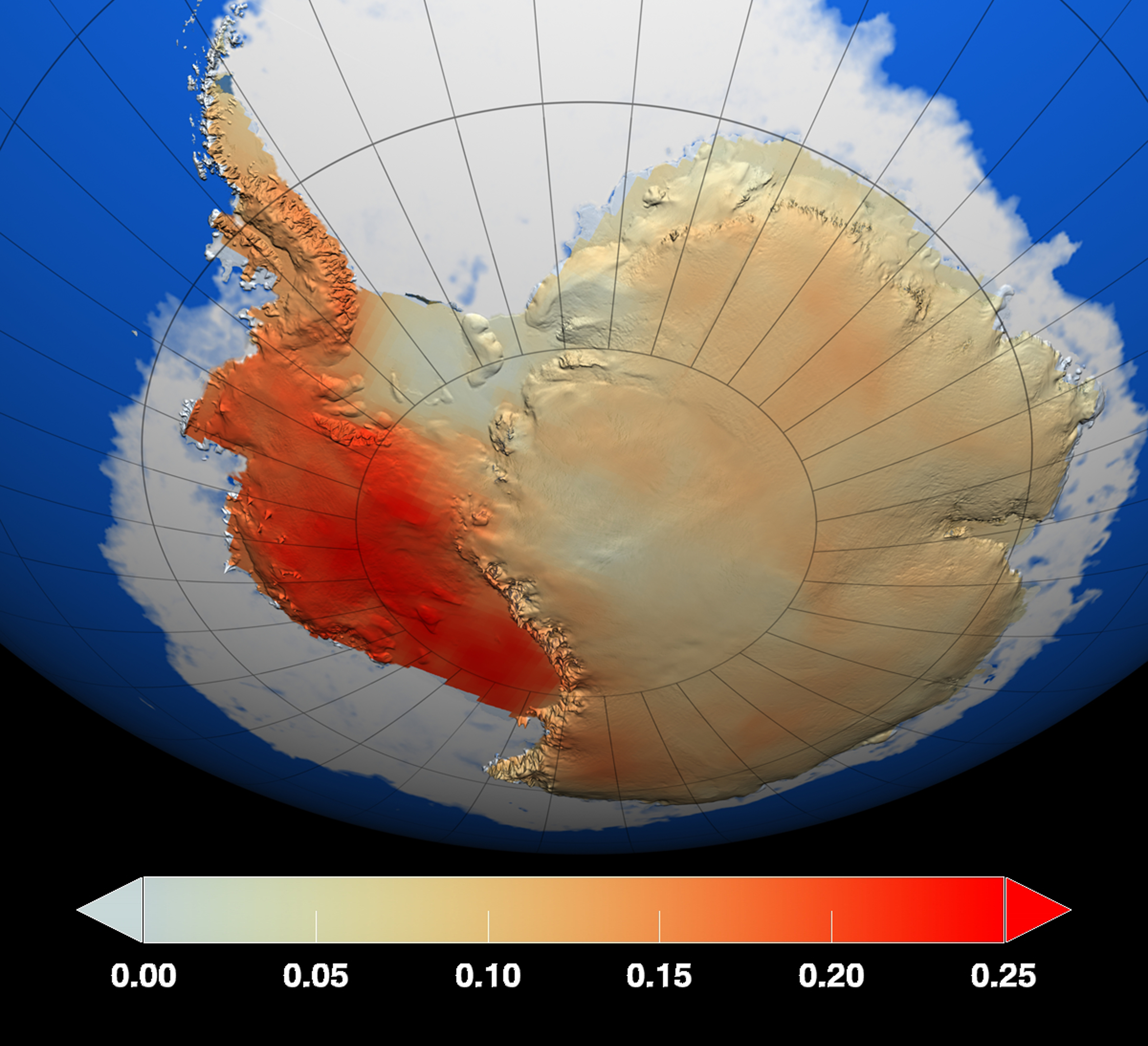
Tendències de 1957–2007 de la temperatura de la superfície antàrtica, en °C/dècada.

L'Antàrtida occidental ha experimentat un escalfament estadísticament significatiu en les últimes dècades, tot i que hi ha certa incertesa sobre la seva magnitud. El 2015, l'escalfament del WAIS entre 1976 i 2012 es va calcular com un rang entre 0,08 °C per dècada i 0,96 °C per dècada. El 2009, es va estimar que l'escalfament de la regió des del 1957 superava els 0,1 °C per dècada. Aquest escalfament és més fort a la Península Antàrtica. L'any 2012, la investigació va trobar que la capa de gel de l'Antàrtida occidental s'havia escalfat 2,4 °C des del 1958, uns 0,46 °C per dècada, que era gairebé el doble de l'estimació de 2009. El 2022, l'escalfament central del WAIS entre 1959 i 2000 es va estimar en 0,31 °C per dècada, i aquest canvi es va atribuir de manera concloent als augments de les concentracions de gasos d'efecte hivernacle.

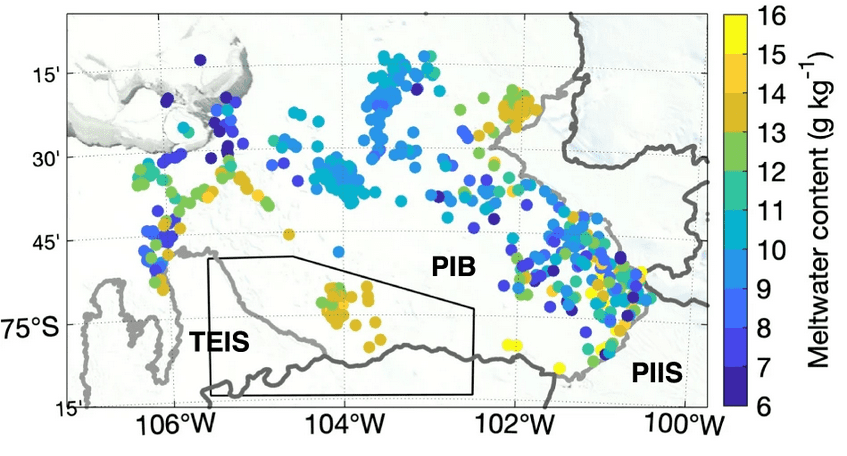
Distribució dels punts calents d'aigua de desglaç causats per les pèrdues de gel a la Badia de Pine Island, la ubicació tant de Thwaites (TEIS es refereix a la plataforma de gel oriental de Thwaites) com de les glaceres de Pine Island.

El contingut de calor oceànica en constant augment força el desglaç i la retirada de les glaceres costaneres de la capa de gel. Normalment, el balanç de massa de la glacera compensa les pèrdues costaneres a través dels guanys de les nevades a la superfície, però entre 1996 i 2006, la pèrdua de massa de gel antàrtica ja havia augmentat un 75%. Entre el 2005 i el 2010, es pensava que la fusió de WAIS havia afegit 0,28 mil·límetres al nivell global del mar cada any. Al voltant del 2012, la pèrdua total de massa de la capa de gel de l'Antàrtida occidental es va estimar en 118 ± 9 gigatones anuals. Les observacions posteriors per satèl·lit van revelar que la pèrdua de gel de l'Antàrtida occidental va augmentar de 53 ± 29 gigatones anuals el 1992 a 159 ± 26 gigatones anuals el 2017, donant lloc a un augment del nivell del mar de l'Antàrtida de 7,6 ± 3,9 mm. El 2023, ~150 gigatones anuals es van convertir en la taxa anual mitjana de pèrdua de massa des del 2002, equivalent a 0,4 mil·límetres d'augment anual del nivell del mar.
Les glaceres costaneres solen estar reforçades per plataformes de gel, que són blocs massius de gel flotant al costat d'una glacera. No obstant això, les plataformes de gel es fonen relativament ràpidament, ja que estan constantment en contacte amb l'escalfament de l'aigua de l'oceà. La retirada de la glacera s'accelera substancialment un cop s'enfonsen i deixen de proporcionar suport estructural a la glacera, i un cop l'aigua calenta pot fluir a la glacera sense obstacles. La majoria de les pèrdues de gel es produeixen a l'Amundsen Sea Embayment i les seves tres glaceres més vulnerables: Glacera Thwaites, Glacera de l'illa Pine i Glacera Smith. Al voltant de l'any 2005, es pensava que perdien un 60% més de massa que la que han guanyat i que contribuïen uns 0,24 mil·límetres per any a l'augment del nivell del mar.

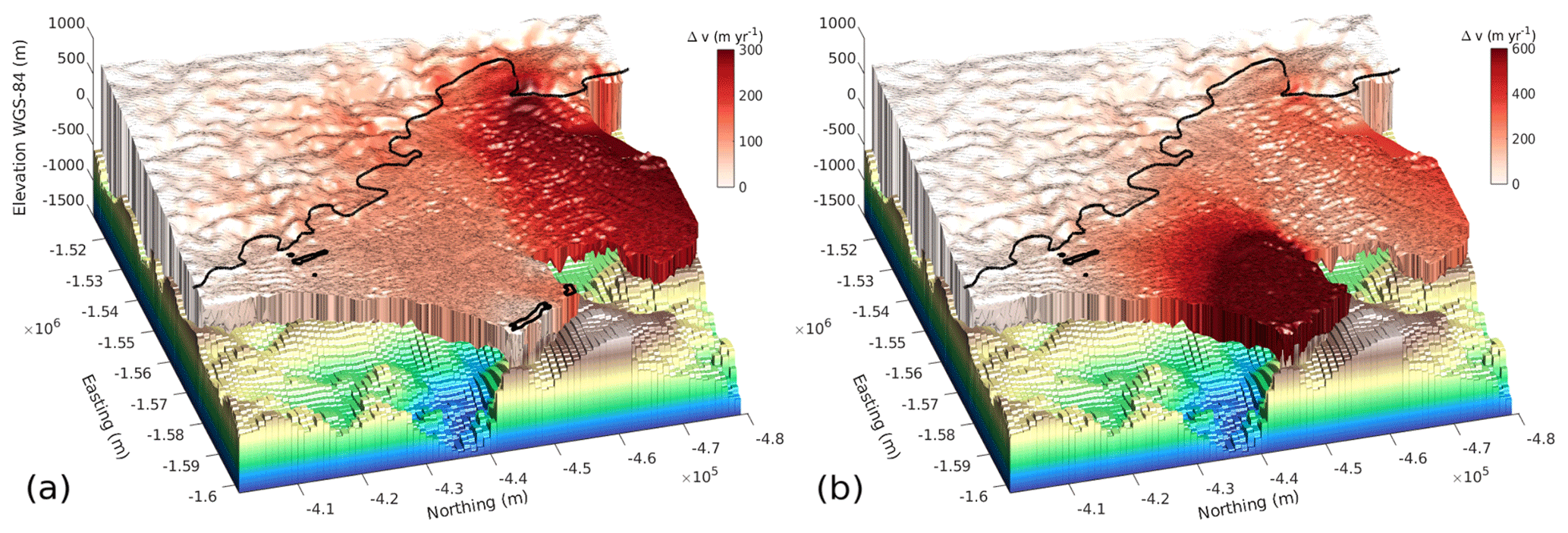
La comparació de les taxes actuals de retirada al costat est de la glacera de Thwaites (esquerra) i les projectades després del col·lapse de la plataforma de gel de Thwaites. Aquesta projecció va ser impugnada l'any següent.

De les tres, la glacera Thwaites és la més coneguda, fins al punt de ser batejada per alguns a la premsa com la "Glacera del dia del judici final", encara que molts científics ho consideren alarmista i inexacte. El motiu de preocupació per Thwaites és perquè havia experimentat una pèrdua de massa substancial des d'almenys principis dels anys noranta,mentre que la seva topografia del fons marí local no ofereix cap obstacle per a una ràpida retirada, amb les seves parts més vulnerables situades a 2,4 km sota el nivell del mar. A més, el 2021 s'havia demostrat que la plataforma de gel de Thwaites, que limita la part oriental de la glacera de Thwaites, podria començar a col·lapsar-se en cinc anys. La glacera començaria a veure pèrdues importants "en dècades" després de la fallada de la plataforma de gel, i la seva contribució anual a l'augment del nivell del mar augmentaria del 4% actual al 5%, tot i que encara trigaria segles a desaparèixer completament.

### Pèrdua de gel prevista al segle XXI

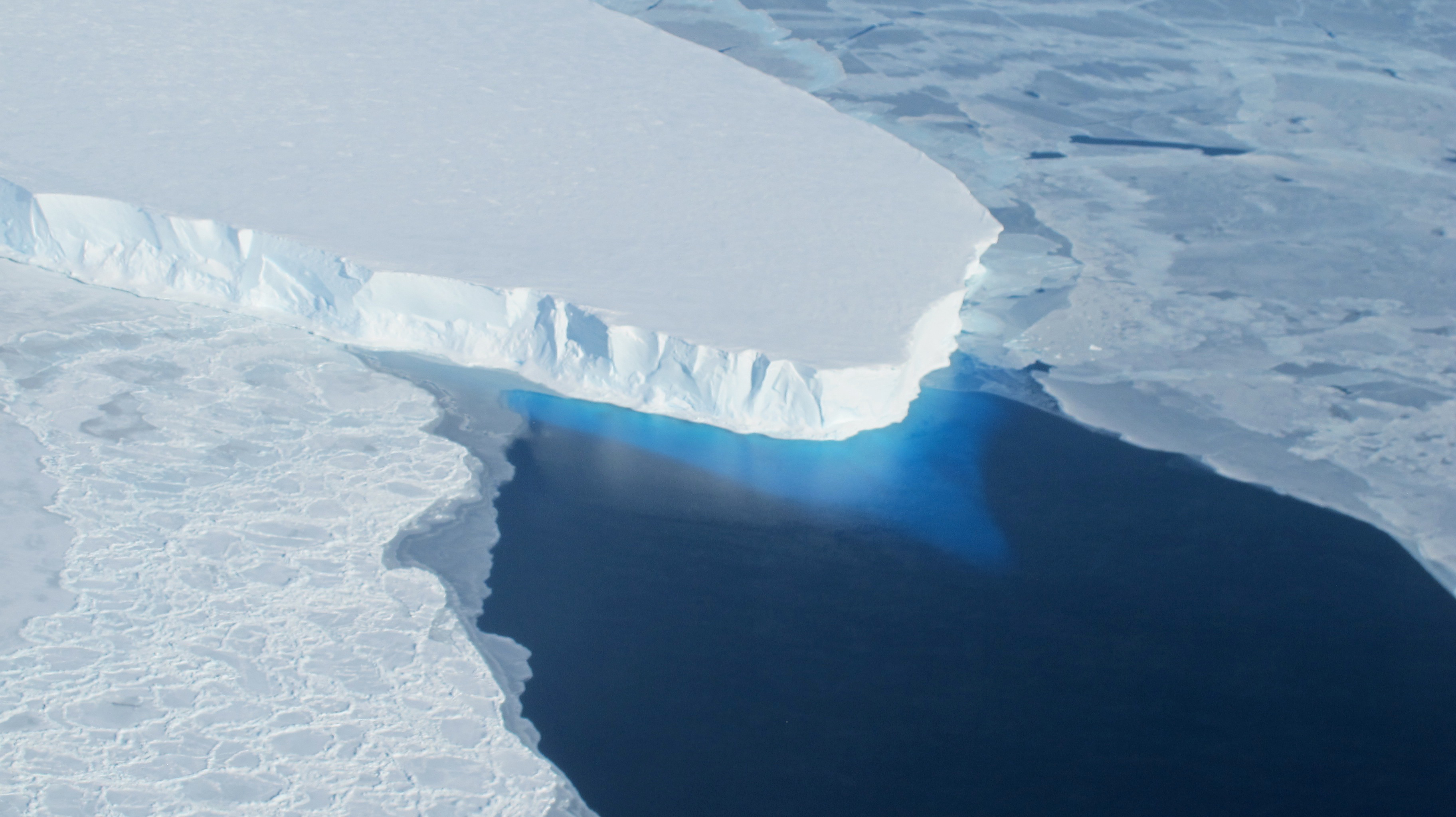
La glacera de Thwaites, amb la seva vulnerable topografia rocosa visible.

A mesura que la capa de gel de l'Antàrtida occidental perd gel a causa de l'escalfament de l'aigua de l'oceà que fon les glaceres costaneres, inevitablement contribueix a l'augment del nivell del mar. No obstant això, les projeccions es compliquen per processos addicionals que són difícils de modelar, com ara l'aigua de fusió de la mateixa capa de gel que canvia la circulació local perquè és més càlida i fresca que l'aigua de l'oceà. Un altre procés complicat és la hidrofractura, on l'aigua de desglaç que s'acumula a la part superior de la capa de gel pot acumular-se en fractures i obligar-les a obrir-se, danyant encara més la seva integritat. El canvi climàtic altera els vents sobre l'Antàrtida, que també poden afectar la circulació del corrent superficial, però la importància d'aquest procés ha estat discutida.

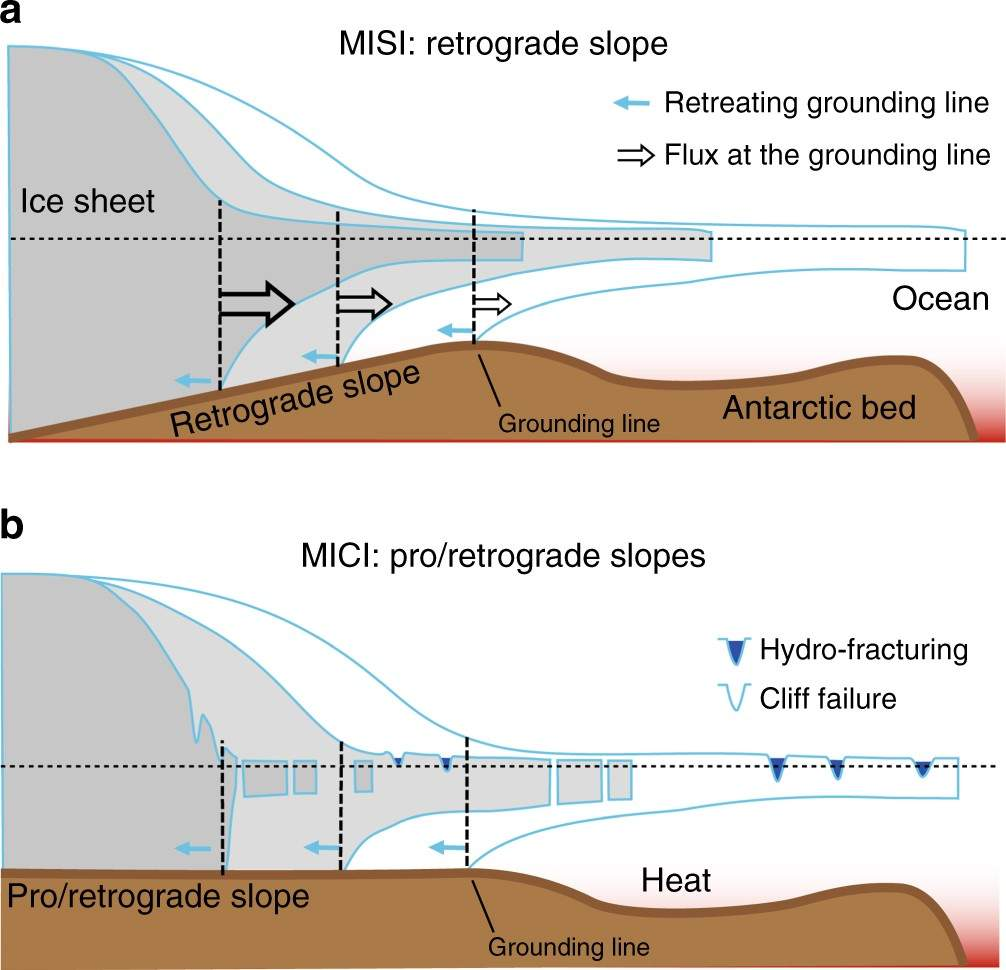
Una il·lustració de la teoria darrere de les inestabilitats de la capa de gel i els penya-segats de gel marí.

El més important és que el WAIS té una topografia complexa que augmenta la seva vulnerabilitat. Les línies de terra de les seves glaceres es troben per sota del nivell del mar uns centenars de metres o més, i el llit només s'enfonsa aigües amunt. Això vol dir que a mesura que la capa de gel perd massa per fondre's, una fracció creixent de la seva alçada queda exposada a fluxos d'aigua tèbia que ja no es desplacen per la seva massa. Aquesta hipòtesi es coneix com a inestabilitat de la capa de gel marina (MISI) i té el potencial d'accelerar molt les pèrdues de gel. La manca de coneixement sobre les seves especificitats introdueix una incertesa substancial en les projeccions de l'augment del nivell del mar al segle XXI. El WAIS podria ser encara més vulnerable sota l'anomenada hipòtesi d'inestabilitat del "penya-segat" del gel marí (MICI). Suggereix que quan la plataforma de gel d'una glacera es fon, no només es retirarà més ràpid, sinó que es col·lapsaria ràpidament pel seu propi pes si l'alçada dels seus penya-segats fos superior als 100 m. Aquest procés en particular no s'ha observat mai i fins i tot va ser descartat per alguns dels models més detallats, però encara s'afegeix a la incertesa en les projeccions del nivell del mar.
El Grup Intergovernamental sobre el Canvi Climàtic ha lluitat amb la informació limitada sobre MISI durant molt de temps. L'any 2001, el Tercer Informe d'Avaluació de l'IPCC va esmentar la possibilitat d'aquesta desintegració i va proporcionar una vaga estimació a llarg termini del que llavors va descriure com a hipotètic. El 2007, el Quart Informe d'Avaluació de l'IPCC en va ometre qualsevol menció a causa de l'augment de la incertesa, i diversos científics van criticar aquesta decisió com a excessivament conservadora. El Cinquè informe d'avaluació de l'IPCC (AR5) de 2013/2014 no va poder descriure de nou el risc, però va afirmar amb confiança mitjana que MISI podria sumar diverses desenes de centímetres a l'augment del nivell del mar al segle XXI. L'informe projectava que, en absència d'inestabilitat, WAIS provocaria un augment del nivell del mar al voltant de 6 cm sota l'escenari de baixes emissions RCP2.6. L'escenari d'emissions altes RCP8.5 tindria un retrocés lleugerament menor de WAIS a 4 cm, a causa dels càlculs que la superfície estaria guanyant massa. Això és possible perquè els efectes del canvi climàtic sobre el cicle de l'aigua afegirien més neu a la superfície de la capa de gel, que aviat es comprimiria en més gel, i això podria compensar algunes de les pèrdues de les costes.

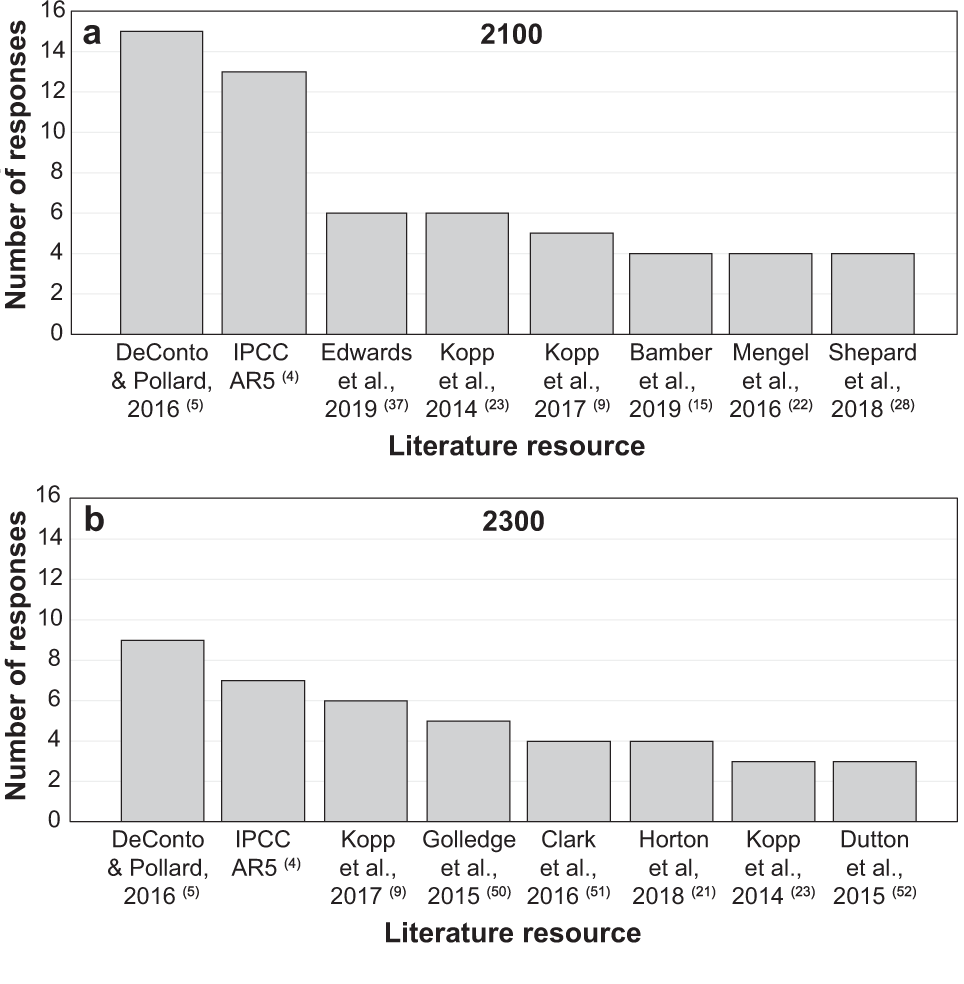
El 2020, els experts van considerar la investigació del 2016 sobre la inestabilitat dels penya-segats de gel marí fins i tot més influent que l'AR5 de l'IPCC.

Després, diverses publicacions importants a finals de la dècada de 2010 (inclosa la Quarta Avaluació Nacional del Clima dels Estats Units el 2017) van suggerir que si es desencadenava la inestabilitat, llavors l'augment global del nivell del mar (combinant el desglaç de l'Antàrtida Occidental amb el de la capa de gel de Groenlàndia i les glaceres de muntanya, així com l'expansió tèrmica de l'aigua de mar) de l'escenari de canvi climàtic d'altes emissions es podrien duplicar, potencialment superar els 2 m el 2100. en el pitjor dels casos. Un estudi de 2016 dirigit per Jim Hansen va presentar una hipòtesi d'un col·lapse vulnerable de la capa de gel que conduïa a una acceleració exponencial de l'augment del nivell del mar a curt termini, amb un temps de duplicació de 10, 20 o 40 anys, que després portaria a un multimetre. augment del nivell del mar en 50, 100 o 200 anys. Tanmateix, continua sent una visió minoritària entre la comunitat científica. Com a comparació, una enquesta del 2020 a 106 experts va trobar que el seu interval de confiança del 5%–95% de l'augment del nivell del mar el 2100 per a l'escenari d'altes emissions RCP8.5 era de 45-165 cm. Les seves projeccions d'alt nivell també incloïen tant la inestabilitat de la capa de gel com la inestabilitat dels penya-segats de gel: els experts van trobar que la investigació sobre la inestabilitat dels penya-segats de gel era igual o fins i tot més influent que el Cinquè Informe d'Avaluació de l'IPCC.

Si els països redueixen significativament les emissions de gasos d'efecte hivernacle (traça més baixa), llavors l'augment del nivell del mar l'any 2100 es pot limitar a 0,3-0,6 m. Si, en canvi, les emissions s'acceleren ràpidament (traça superior), el nivell del mar podria augmentar 5 m l'any 2300.

En conseqüència, quan es va publicar el Sisè Informe d'Avaluació de l'IPCC (AR6) el 2021-2022, es va estimar que, si bé l'augment "mitjan" de l'augment del nivell del mar a partir de la fusió de la capa de gel de l'Antàrtida Occidental el 2100 seria de ~11 cm sota tots els escenaris d'emissió (ja que l'augment de l'escalfament intensificaria el cicle de l'aigua i augmentaria l'acumulació de nevades sobre la capa de gel aproximadament a la mateixa velocitat que augmentaria el gel. pèrdua), podria contribuir fins a 41 cm el 2100 en l'escenari de baixes emissions i fins a 57 cm en el de més emissió, a causa de les incerteses esmentades. També s'havia suggerit que l'any 2300, el paper de l'Antàrtida en l'augment del nivell del mar només augmentaria lleugerament a partir del 2100 si es seguia l'escenari RCP2.6 de baixes emissions, aportant només una mitjana de 16 cm. D'altra banda, fins i tot l'estimació mínima de fusió de l'Antàrtida Occidental sota l'escenari d'altes emissions seria no menys de 60 cm, mentre que la mitjana seria d'1,46 m i la màxima de 2,89 m.

### Impactes de la fusió sobre els corrents oceànics

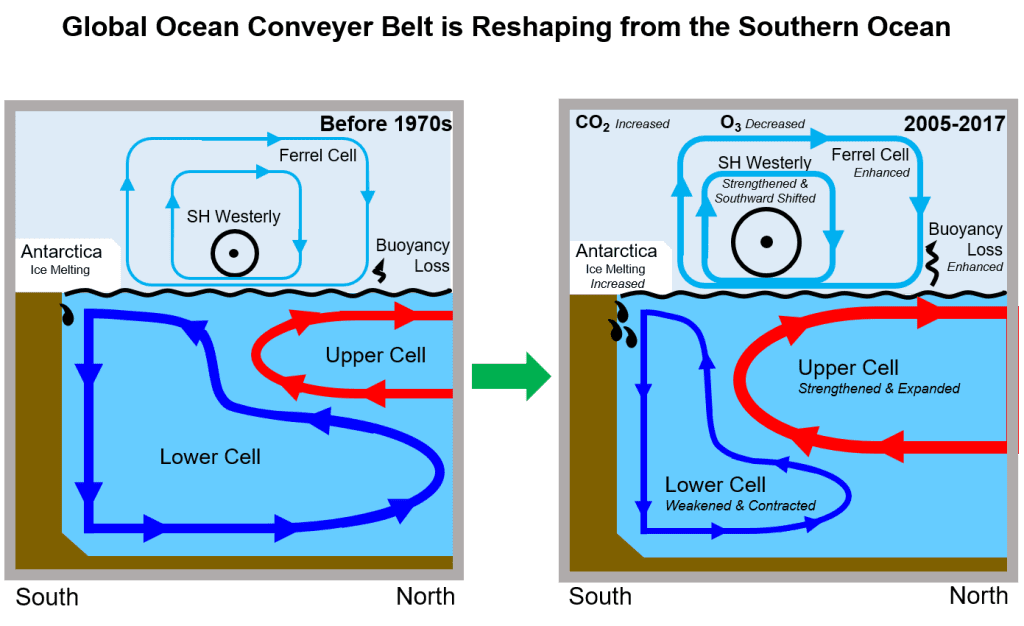
Des de la dècada de 1970, la cèl·lula superior de la circulació s'ha enfortit, mentre que la cèl·lula inferior es va debilitar.

La pèrdua de gel de la capa de gel de l'Antàrtida occidental (juntament amb pèrdues molt més petites de la Capa de gel de l'Antàrtida oriental afegeix aigua de desglaç a l'Oceà Austral, a un ritme total de 1.100-1.500 mil milions de tones (GT) per any.:1240 Aquesta aigua de desglaç és fresca i, quan es barreja amb l'aigua de l'oceà, l'oceà també es torna més fresc (menys salat). Això provoca l'augment de l'estratificació i l'estabilització de les capes oceàniques,:1240 que té un impacte significatiu en la circulació de capgirament de l'oceà Austral. És la meitat de la circulació termohalina global, amb la més coneguda circulació de capgirament meridional atlàntic l'altra. L'oceà Austral absorbeix amb molt el la més calor i també és el embornal de carboni més fort de qualsevol oceà. Ambdues propietats es veuen afectades per la força de la circulació de gir.
La circulació de capgirament consta de dues parts: la cel·la superior més petita, que es veu més fortament afectada pel vent i la precipitació, i la cel·la inferior més gran, que es defineix per la temperatura i la salinitat de l'aigua del fons antàrtic. Des de la dècada de 1970, la cèl·lula superior s'ha enfortit entre un 50 i un 60%, mentre que la cel·la inferior s'ha debilitat entre un 10 i un 20%. Part d'això va ser com a resultat del cicle natural de l'Oscil·lació interdecadal del Pacífic, però els grans fluxos d'aigua de desglaç també van tenir un efecte clar, La circulació pot perdre la meitat de la seva força el 2050 sota el pitjor escenari de canvi climàtic, i declinar encara més després. A la llarga, la circulació podria col·lapsar-se completament: potencialment entre 1,7 °C i 3 °C, encara que això és molt menys segur que amb els altres punts d'inflexió del sistema climàtic. Aquest col·lapse probablement requeriria diversos segles per desenvolupar-se: no s'espera que disminueixi la calor de l'oceà Austral i l'absorció de carboni durant el segle XXI, però és probable que debiliti el seu dipòsit de carboni un cop estigui complet, que s'acostaria més als 2300. Altres impactes probables inclouen una disminució de la precipitació als països de l'hemisferi sud com Austràlia (amb un augment corresponent a l'hemisferi nord), i un eventual descens de les pesques a l'oceà Austral, que podria conduir a un potencial col·lapse de certs ecosistemes marins. A causa de la investigació limitada fins ara, actualment es coneixen poques dades específiques.

### Aprimament i col·lapse a llarg termini
La mateixa topografia de la capa de gel que fa possible la inestabilitat de la capa de gel marina a curt termini, també el deixa vulnerable a desaparèixer com a resposta fins i tot a canvis de temperatura aparentment limitats. Aquest suggeriment s'havia presentat per primera vegada en un article de 1968 pel glaciòleg J. H. Mercer. A la dècada de 1970, les mesures de radar dels vols d'investigació van revelar que els llits de glaceres a Pine Island Bay s'inclinen cap avall en un angle, molt per sota del nivell del mar. Per tant, fins i tot un escalfament limitat del gel dels corrents oceàniques soscava efectivament el gel. El 1981, la regió del Mar d'Amundsen havia estat descrita per primera vegada pels investigadors com "el ventre feble" del WAIS, amb la hipòtesi que el col·lapse de la Glacera de Thwaites i la Glacera de Pine Island provocaria el col·lapse de tota la capa de gel. Això havia estat recolzat per investigacions posteriors.
Ara, la possibilitat que la capa de gel de l'Antàrtida occidental desaparegui després de superar una determinada temperatura es considera un dels punts d'inflexió del sistema climàtic. Investigacions anteriors van suggerir que pot suportar fins a 3 °C abans que es fongués de manera irreversible, però 1,5 ° C es va considerar finalment un llindar més probable. El 2023, diverses línies d'evidència van suggerir que el punt d'inflexió real era al voltant d'1 °C, que ja s'havia assolit a principis del segle XXI. Això inclou proves del paleoclima del període Eemià, com ara l'anàlisi dels isòtops de llim al Mar de Bellingshausen, o la història genòmica del Pop de Turquet de l'Antàrtida. El primer mostra patrons específics en la deposició de llim i el segon enllaços genètics entre subpoblacions actualment separades; tots dos són impossibles tret que no hi hagués gel fora dels casquets muntanyosos a l'Antàrtida occidental fa uns 125.000 anys, durant l'Isòtop marí de Fase 5. Com que aquest període només va ser de 0,5 °C a 1,5 °C més càlid que el període preindustrial, és probable que els nivells actuals d'escalfament també siguin suficients per fondre eventualment la capa de gel. A més, la investigació oceanogràfica explica com es produiria aquesta fusió irreversible, indicant que les temperatures de l'aigua a tot el Mar d'Amundsen ja s'han compromès a augmentar al triple del ritme històric al llarg del segle XXI.

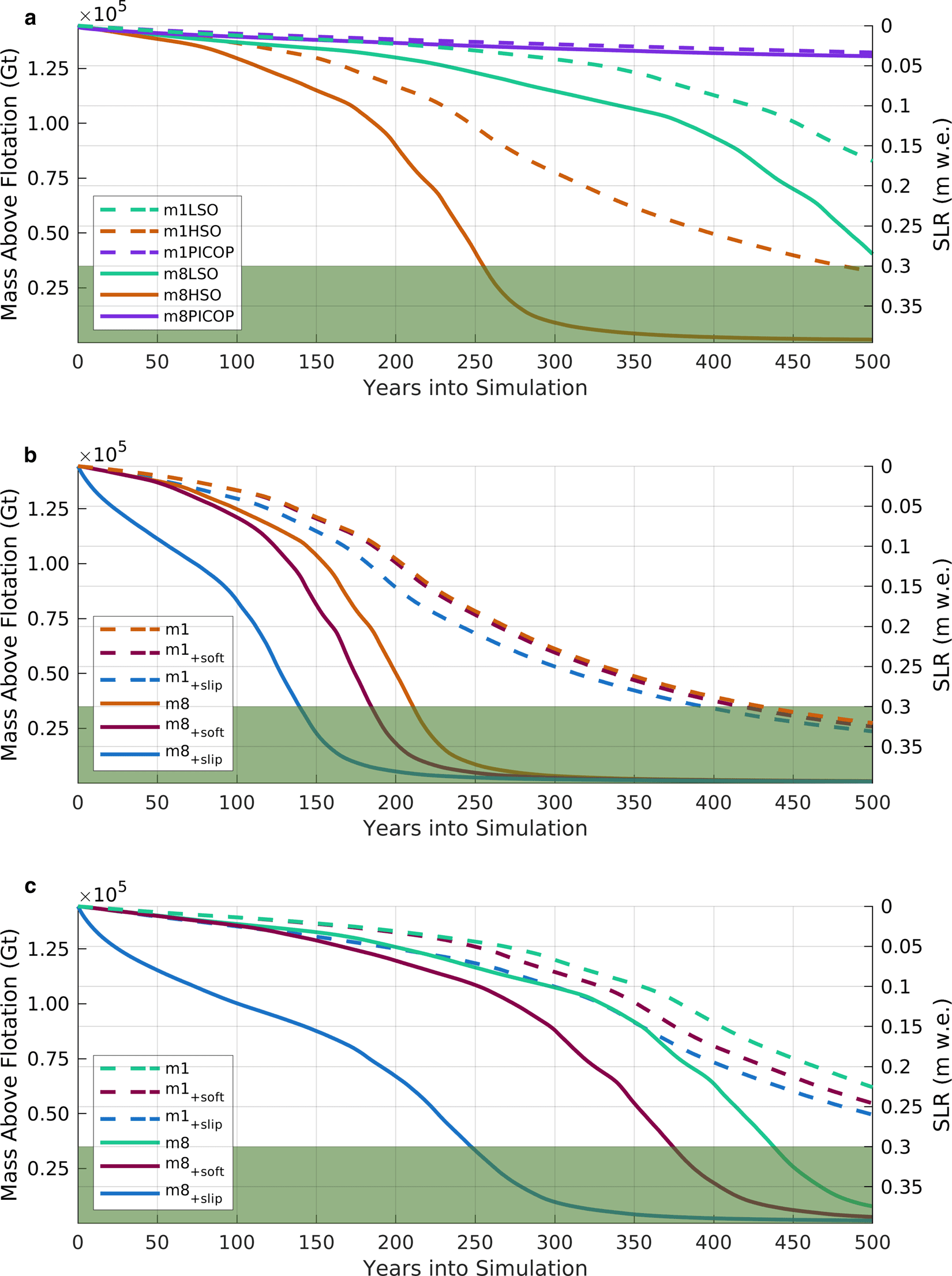
Contribució a l'augment del nivell del mar a partir d'una àrea modelada de la glacera Thwaites amb un escalfament alt i baix (HSO i LSO) i una fricció alta (m1) i baixa (m8). La part superior mostra els dos escenaris d'escalfament en un model d'alt detall, mentre que els gràfics del mig i la part inferior mostren els escenaris HSO i LSO en models de baixa resolució.

Tanmateix, si bé és probable que la capa de gel de l'Antàrtida occidental estigui compromesa amb la desaparició, trigaria molt de temps. Es creu que les seves parts més vulnerables com la glacera Thwaites, que té uns 65 cm d'equivalent a l'augment del nivell del mar, requereixen "segles" per col·lapsar-se completament. La pèrdua de gel de Thwaites durant els propers 30 anys probablement seria d'uns 5 mm d'augment del nivell del mar entre el 2018 i el 2050, i entre 14 i 42 mm durant 100 anys. Altres investigacions també suggereixen que la glacera de Thwaites afegiria menys de 0,25 mm d'augment global del nivell del mar per any durant el segle XXI, tot i que augmentaria a més d'1 mm per any durant la seva fase de "colapse ràpid", que s'esperava. es produiran entre 200 i 900 anys en el futur. La investigació del 2023 també havia demostrat que bona part de la glacera podria sobreviure 500 anys en el futur.
En conseqüència, tot el WAIS probablement trigaria uns 2.000 anys a desintegrar-se completament un cop travessi el seu punt d'inflexió. Sota l'escenari d'escalfament més alt RCP8.5, això es pot escurçar a uns 500 anys, mentre que l'escala de temps potencial més llarga per a la seva desaparició és d'uns 13.000 anys. L'any 1978 es creia que la pèrdua de la capa de gel provocaria un augment del nivell del mar al voltant de 5 m. Les millores posteriors en el modelatge havien demostrat que el col·lapse del gel posat a terra per sota del nivell del mar provocaria un augment del nivell del mar de ~3,3 m. La fusió addicional de tots els casquets de gels de l'Antàrtida occidental que no estan en contacte amb l'aigua l'augmentaria a 4,3 m. Tanmateix, aquests casquets de gel han estat presents contínuament durant almenys els darrers 1,4 milions d'anys, de manera que la seva fusió requeriria un nivell d'escalfament més gran.
Les investigacions de 2021 indiquen que el rebot isostàtic, després de la pèrdua de la part principal de la capa de gel, en última instància, afegiria 1,02 m més al nivell global del mar. Tot i que aquest efecte començaria a augmentar el nivell del mar abans del 2100, trigarien 1.000 anys a provocar 83 cm d'augment del nivell del mar, moment en què, l'Antàrtida occidental seria 610 m més alta que ara. Com que la capa de gel és tan reflectant, la seva pèrdua també tindria algun efecte sobre la retroalimentació de l'albedo de gel. Una pèrdua total augmentaria les temperatures globals en 0,05 °C, mentre que les temperatures locals augmentarien al voltant d'1 °C.

### Revertir o disminuir la pèrdua de la capa de gel
Tot i que trigaria molt de temps des del principi fins al final a desaparèixer la capa de gel, algunes investigacions indiquen que l'única manera d'aturar la seva fusió completa un cop activada és baixant la temperatura global a 1 °C per sota del nivell preindustrial; és a dir, 2 °C per sota de la temperatura del 2020. Altres investigadors han proposat intervencions d'enginyeria per estabilitzar les glaceres de Thwaites i Pine Island abans que es perdin. Per exemple, la investigació del 2019 va estimar que moure una mica d'aigua de l'oceà des del mar d'Amundsen fins a la part superior de la zona de la glacera de Thwaites i Pine Island i congelar-la per crear almenys 7.400 mil milions de tones de neu estabilitzaria la capa de gel. Això seria enormement car, ja que caldria un equivalent a 12.000 aerogeneradors per proporcionar energia només per traslladar l'aigua a la capa de gel, fins i tot abans de la desalinització (per evitar millorar la fusió superficial amb sal) i convertint-lo en neu. També va suposar que la temperatura local de l'aigua es mantindria als nivells de principis del segle XXI, en lloc de triplicar-se inevitablement el 2100, tal com es va descobrir investigacions posteriors.
S'han proposat algunes intervencions d'enginyeria per a la glacera de Thwaites i la propera glacera de l'illa Pine per estabilitzar físicament el seu gel, o per preservar-lo bloquejant el flux d'aigua càlida de l'oceà, que actualment fa que l'enfonsament d'aquestes dues glaceres sigui pràcticament inevitable fins i tot sense més escalfament. Una proposta del 2018 incloïa llindars de construcció a la línia de terra de Thwaites per reforçar-lo físicament o bloquejar una part del flux d'aigua calenta. La primera seria la intervenció més senzilla, però equivalent als "projectes d'enginyeria civil més grans que la humanitat ha intentat mai": també té només un 30% de probabilitats de funcionar. S'espera que les construccions que bloquegen fins i tot el 50% del flux d'aigua calenta siguin molt més efectives, però també molt més difícils. A més, alguns investigadors van argumentar que aquesta proposta podria ser ineficaç, o fins i tot accelerar l'augment del nivell del mar. Els autors originals van suggerir intentar aquesta intervenció en llocs més petits, com la Glacera de Jakobshavn a Groenlàndia, com a prova, a més de reconèixer que aquesta intervenció no pot evitar l'augment del nivell del mar per l'augment del contingut de calor oceànica, i seria ineficaç a llarg termini sense reduccions de l'emissió de gasos d'efecte hivernacle.
El 2023 es va presentar una proposta modificada. Es va proposar que una instal·lació de "cortines" submarines, fetes d'un material flexible i ancorades al sòl del Mar d'Amundsen, seria capaç d'interrompre el flux d'aigua calenta alhora que reduïssin costos i augmentaria la seva longevitat (estimada de manera conservadora en 25 anys per elements de cortina i fins a 100 anys per als fonaments) en relació amb estructures més rígides. Amb ells al seu lloc, la plataforma de gel de Thwaites i la plataforma de gel de Pine Island probablement tornarien a créixer a un estat que van tenir fa un segle, estabilitzant així aquestes glaceres. Per aconseguir-ho, les cortines s'haurien de col·locar a una profunditat d'uns 600 metres (per evitar danys dels icebergss que estarien a la deriva regularment per sobre) i tenir una longitud de 80 km. Els autors van reconèixer que, tot i que el treball a aquesta escala no tindria precedents i s'enfrontaria a molts reptes a l'Antàrtida (inclosa la nit polar i el nombre actualment insuficient de vaixells polars especialitzats i vaixells submarins), tampoc no requeriria cap tecnologia nova i ja hi ha experiència de posar conductes a aquestes profunditats.